# Marton József (premontrei szerzetes)
Marton József (Kiskomárom, Zala vármegye, 1873. augusztus 1. – Budapest, 1917. január 5.) premontrei szerzetes, irodalomtörténész, költő, római katolikus áldozópap és főgimnáziumi tanár.

## Élete
Marton József és Horváth Zsófia fia. A gimnázium négy alsó osztályát (1886-1900.) a kegyesrendiek vezetése alatt álló nagykanizsai községi főgimnáziumban, a négy felső osztályt (1890-1894.) a pécsi zirc-ciszterci főgimnáziumban végezte. 1894-ben a csorna-prémontrei rendbe lépett és a próbaévet Csornán töltötte. Ez alatt a szombathelyi püspöki papnevelő intézetben a teológiából I. évi magánvizsgálatot tett; a II. és III. évi teológiát a szombathelyi szemináriumban végezte. Az 1897-1898. iskolai évet a prémontreiek szombathelyi főgimnáziumánál tanári minőségben töltötte és a csornai teológiai vizsgáló bizottság előtt a teológia IV. évi tanfolyamából vizsgálatot tett. 1898 augusztusában átlépett az esztergomi főegyházmegyébe és a nagyszombati érseki főgimnáziumnál nyert tanári alkalmazást. 1899. június 27-én áldozópappá szenteltetett Esztergomban. A budapesti egyetemen két évig bölcseletet hallgatott. 1903-ban a magyar-latin szakos tanári oklevelet nyert budapesti tudományegyetemen. 1912-től a budapesti érseki főgimnázium tanára, 1915-17-ben pedig a Rákócziánum konviktus igazgatóhelyettese volt.

## Írásai
Cikkei a Szombathelyi Ujságban (1896. Hajdan és most, felolvasás; több költemény és társadalmi cikk); a Magyar Szemlében (1896. Tanulmány Petőfi «Apostol»-áról); a Nagyszombati Hetilapban (1898-99. majd minden számában alkalmi s vallásos költ. és vallásos alkalmi vezérczikkek, Vallásos szinjátékok, A nagyszombati egyetemi templom vázlatos története, Karácsonyi népszokások, Petőfi halála); legújabban a Kiss János és Székely János szerkesztésében megindult Katholikus Magyarország c. nagy munkában a Katholikus irodalmunk az ujabb időktől napjainkig c. cikket is ő írta.

## Munkái
- Miau és Vauvau. Nagyszombat, 1898 (Képes gyermek-verses könyv)
- Magyar Voltaire, magyar encyclopaedisták. Nagy-Szombat, 1900 (Irodalomtörténeti korrajz, előbb a nagyszombati érseki főgymnasium Értesítőjében 1899. és 1900. Ennek kibővítése)
- A katolikus papság a magyar irodalomban. Nagyszombat, 1902
- Emlékbeszéd 1848. III. 15-éről. Nagyszombat, 1903